# Welsh Dragon

Y Ddraig Goch.

Welsh Dragon (kymriska: Y Ddraig Goch, den röda draken) är en heraldisk symbol som används på Wales flagga.
Den äldsta beskrivningen av en drake som symbol för Wales finns i Historia Brittonum som skrevs omkring år 829 men Kung Artur hade också en drake på sin fana och under Tudordynastin var den röda draken sköldhållare på den engelska kronans vapensköld.
Enligt en legend återgiven av 
Geoffrey av Monmouth i Historia Regum Britanniae stred två drakar om herreväldet när den keltiska kungen Vortigern skulle bygga en borg på en klippa i Wales. Grunden rasade  hela tiden och trollkarlen Merlin förklarade att det berodde på att det fanns en underjordisk sjö med två drakar u under klippan. Vortigern fann sjön och de två drakarna, en röd och en vit, vaknade och började slåss. Den röda draken avgick med segern trots att den vita draken hade övertaget genom det mesta av kampen.

Whales flagga.

År 1959 bestämde drottning Elizabeth II att alla offentliga byggnader i Wales skulle flagga med en grön och vit flagga med en röd drake.
Den röda draken har blivit en symbol för Wales och används av många privata och offentliga institutioner såsom Wales regering, Wales parlament, lokale myndigheter samt organisationer som Football Association of Wales. Den är normalt vänd åt vänster men draken kan inte flyga baklänges så på högra sidan av fordon och flygplan är den vänd åt höger.